# Araea indecora
Araea indecora là một loài bướm đêm trong họ Noctuidae.